# Eric Hultén
Eric Oskar Gunnar Hultén, (18. marts 1894 i Halla i Södermanlands län - 1. februar 1981) var en svensk botaniker og plantegeograf.
Hultén foretog rejser til Kamtjatka (1920-23), Kolahalvøen (1927), Mexico og Aleuterne (1931-32), og han udgav foruden et antal afhandlinger om floristik og plantegeografi en omfattende monografi over Kamtjatkas flora (4 bind 1927-30).
Hultén blev den svenske naturbeskyttelsesforenings sekretær i 1929 og tog licentiateksamen ved Stockholms universitet i 1931. Derefter havde han arbejde som konservator ved det botaniske museum i Lund fra 1932. Han tog doktorgraden i Lund i 1937. Fra 1945 var Hultén professor og leder af den botaniske afdeling ved Naturhistoriska riksmuseet og frem til sin pensionering i 1961. I 1953 blev han indvalgt som medlem nr. 977 af Kungliga Vetenskapsakademien. Han fortsatte sin forskning som emeritus.
Hultén skrev flere botaniske monografier om Norden og om sine rejser i Sibirien og Aleuterne. Han udgav desuden sine erindringer i 1973 under titlen Men roligt har det varit. Hultén var gift med Elsie Hultén og far til Pontus Hultén.

## Værker
- Flora of Kamtchatka (1927-30)
- Flora of Alaska and Yukon (1941-50)
- Atlas of the Distribution of Vascular Plants in NW Europe (1950)
- Flora of the Aleutian Islands, 2. udg. (1960)
- The Circumpolar Plants (1964)
- Comments on the Flora of Alaska and Yukon (1967)
- Flora of Alaska and neighboring Territories. A Manual of the Vascular Plants (1968)

## Autornavn
E.O.G.H. omtales som Hultén i botanisk faglitteratur.